# 지브롤터 축구 국가대표팀
지브롤터 축구 국가대표팀(영어: Gibraltar national football team)은 지브롤터를 대표하는 축구 국가대표팀으로 2013년 5월 24일에는 유럽 축구 연맹, 2016년 5월 13일에는 국제축구연맹의 회원국으로 정식 승인되면서 FIFA 월드컵과 UEFA 유럽 축구 선수권 대회 참가가 가능해졌다. 그리고 2013년 11월 19일 2010년 FIFA 월드컵 16강에 빛나는 슬로바키아를 상대로 공식 국제 A매치 첫 경기를 치렀으며 현재 빅토리아 스타디움을 홈 구장으로 사용하고 있다.

## 국제 대회 경력

### FIFA 월드컵
FIFA 정회원국 승인 이후 처음으로 참가한 2018년 FIFA 월드컵 유럽 지역 예선과 2022년 FIFA 월드컵 유럽 지역 예선 20경기에서 단 1점의 승점도 챙기지 못하고 전패를 거듭하고 있다.

### UEFA 유럽 축구 선수권 대회
UEFA 정회원국 승인 이후 처음으로 참가한 UEFA 유로 2016 예선부터 UEFA 유로 2024 예선까지 26경기에서 단 1승·1무승부도 거두지 못한 채 전패를 당하며 월드컵 유럽 지역 예선에 이어 유로 대회 예선에서도 승점 자판기 신세를 면치 못하고 있다.

### UEFA 네이션스리그

#### 2018-19년 리그 D
첫 시즌 리그 D에 편입된 지브롤터는 4조에서 북마케도니아, 아르메니아, 리히텐슈타인을 상대로 6경기에서 2승 4패·조 3위로 첫 시즌을 마쳤고 이 과정에서 아르메니아와 리히텐슈타인을 꺾으면서 국제 대회 첫 승을 넘어 2연승을 거두었다.

#### 2020-21년 리그 D
전 시즌에 이어 2020-21 시즌에도 리그 D에서 시작한 지브롤터는 2조에서 리히텐슈타인, 산마리노와 격돌하여 4경기 2승 2무·조 1위로 FIFA 및 UEFA 주관 국제 대회를 통틀어 가장 좋은 성적을 거두며 차기 시즌 리그 C 승격을 확정지었다.

#### 2022-23년 리그 C
리그 C 승격 이후 조지아, 불가리아, 북마케도니아와 함께 4조에 편성되어 6경기 1무 5패·조 최하위에 그치며 강등 플레이아웃으로 밀려났고 강등 플레이아웃에서도 리투아니아에 1·2차전 합계 0-2로 패하며 1시즌만에 리그 D로 강등되었다.

## 기타 국제 대회 경력
아일랜드 게임에는 10번 출전하여 2007년 대회에서 금메달, 1995년 대회에서 은메달을 획득했으며 FIFI 와일드컵에서는 6팀 가운데 3위에 입상했다.

## FIFA 월드컵 (본선)
| 년도   | 결과      | 순위      | 경기      | 승        | 무*       | 패        | 득점      | 실점      | 승점      |
| ------ | --------- | --------- | --------- | --------- | --------- | --------- | --------- | --------- | --------- |
| 1930년 | 비회원국  | 비회원국  | 비회원국  | 비회원국  | 비회원국  | 비회원국  | 비회원국  | 비회원국  | 비회원국  |
| 1934년 | 비회원국  | 비회원국  | 비회원국  | 비회원국  | 비회원국  | 비회원국  | 비회원국  | 비회원국  | 비회원국  |
| 1938년 | 비회원국  | 비회원국  | 비회원국  | 비회원국  | 비회원국  | 비회원국  | 비회원국  | 비회원국  | 비회원국  |
| 1950년 | 비회원국  | 비회원국  | 비회원국  | 비회원국  | 비회원국  | 비회원국  | 비회원국  | 비회원국  | 비회원국  |
| 1954년 | 비회원국  | 비회원국  | 비회원국  | 비회원국  | 비회원국  | 비회원국  | 비회원국  | 비회원국  | 비회원국  |
| 1958년 | 비회원국  | 비회원국  | 비회원국  | 비회원국  | 비회원국  | 비회원국  | 비회원국  | 비회원국  | 비회원국  |
| 1962년 | 비회원국  | 비회원국  | 비회원국  | 비회원국  | 비회원국  | 비회원국  | 비회원국  | 비회원국  | 비회원국  |
| 1966년 | 비회원국  | 비회원국  | 비회원국  | 비회원국  | 비회원국  | 비회원국  | 비회원국  | 비회원국  | 비회원국  |
| 1970년 | 비회원국  | 비회원국  | 비회원국  | 비회원국  | 비회원국  | 비회원국  | 비회원국  | 비회원국  | 비회원국  |
| 1974년 | 비회원국  | 비회원국  | 비회원국  | 비회원국  | 비회원국  | 비회원국  | 비회원국  | 비회원국  | 비회원국  |
| 1978년 | 비회원국  | 비회원국  | 비회원국  | 비회원국  | 비회원국  | 비회원국  | 비회원국  | 비회원국  | 비회원국  |
| 1982년 | 비회원국  | 비회원국  | 비회원국  | 비회원국  | 비회원국  | 비회원국  | 비회원국  | 비회원국  | 비회원국  |
| 1986년 | 비회원국  | 비회원국  | 비회원국  | 비회원국  | 비회원국  | 비회원국  | 비회원국  | 비회원국  | 비회원국  |
| 1990년 | 비회원국  | 비회원국  | 비회원국  | 비회원국  | 비회원국  | 비회원국  | 비회원국  | 비회원국  | 비회원국  |
| 1994년 | 비회원국  | 비회원국  | 비회원국  | 비회원국  | 비회원국  | 비회원국  | 비회원국  | 비회원국  | 비회원국  |
| 1998년 | 비회원국  | 비회원국  | 비회원국  | 비회원국  | 비회원국  | 비회원국  | 비회원국  | 비회원국  | 비회원국  |
| 2002년 | 비회원국  | 비회원국  | 비회원국  | 비회원국  | 비회원국  | 비회원국  | 비회원국  | 비회원국  | 비회원국  |
| 2006년 | 비회원국  | 비회원국  | 비회원국  | 비회원국  | 비회원국  | 비회원국  | 비회원국  | 비회원국  | 비회원국  |
| 2010년 | 비회원국  | 비회원국  | 비회원국  | 비회원국  | 비회원국  | 비회원국  | 비회원국  | 비회원국  | 비회원국  |
| 2014년 | 비회원국  | 비회원국  | 비회원국  | 비회원국  | 비회원국  | 비회원국  | 비회원국  | 비회원국  | 비회원국  |
| 2018년 | 예선 탈락 | 예선 탈락 | 예선 탈락 | 예선 탈락 | 예선 탈락 | 예선 탈락 | 예선 탈락 | 예선 탈락 | 예선 탈락 |
| 합계   |           |           |           |           |           |           |           |           |           |

## FIFA 월드컵 (예선)
| 1930년 | 비회원국                                  | 비회원국                                  | 비회원국                                  | 비회원국                                  | 비회원국                                  | 비회원국                                  | 비회원국                                  | 비회원국                                  | 비회원국                                  |
| 1934년 | 비회원국                                  | 비회원국                                  | 비회원국                                  | 비회원국                                  | 비회원국                                  | 비회원국                                  | 비회원국                                  | 비회원국                                  | 비회원국                                  |
| 1938년 | 비회원국                                  | 비회원국                                  | 비회원국                                  | 비회원국                                  | 비회원국                                  | 비회원국                                  | 비회원국                                  | 비회원국                                  | 비회원국                                  |
| 1950년 | 비회원국                                  | 비회원국                                  | 비회원국                                  | 비회원국                                  | 비회원국                                  | 비회원국                                  | 비회원국                                  | 비회원국                                  | 비회원국                                  |
| 1954년 | 비회원국                                  | 비회원국                                  | 비회원국                                  | 비회원국                                  | 비회원국                                  | 비회원국                                  | 비회원국                                  | 비회원국                                  | 비회원국                                  |
| 1958년 | 비회원국                                  | 비회원국                                  | 비회원국                                  | 비회원국                                  | 비회원국                                  | 비회원국                                  | 비회원국                                  | 비회원국                                  | 비회원국                                  |
| 1962년 | 비회원국                                  | 비회원국                                  | 비회원국                                  | 비회원국                                  | 비회원국                                  | 비회원국                                  | 비회원국                                  | 비회원국                                  | 비회원국                                  |
| 1966년 | 비회원국                                  | 비회원국                                  | 비회원국                                  | 비회원국                                  | 비회원국                                  | 비회원국                                  | 비회원국                                  | 비회원국                                  | 비회원국                                  |
| 1970년 | 비회원국                                  | 비회원국                                  | 비회원국                                  | 비회원국                                  | 비회원국                                  | 비회원국                                  | 비회원국                                  | 비회원국                                  | 비회원국                                  |
| 1974년 | 비회원국                                  | 비회원국                                  | 비회원국                                  | 비회원국                                  | 비회원국                                  | 비회원국                                  | 비회원국                                  | 비회원국                                  | 비회원국                                  |
| 1978년 | 비회원국                                  | 비회원국                                  | 비회원국                                  | 비회원국                                  | 비회원국                                  | 비회원국                                  | 비회원국                                  | 비회원국                                  | 비회원국                                  |
| 1982년 | 비회원국                                  | 비회원국                                  | 비회원국                                  | 비회원국                                  | 비회원국                                  | 비회원국                                  | 비회원국                                  | 비회원국                                  | 비회원국                                  |
| 1986년 | 비회원국                                  | 비회원국                                  | 비회원국                                  | 비회원국                                  | 비회원국                                  | 비회원국                                  | 비회원국                                  | 비회원국                                  | 비회원국                                  |
| 1990년 | 비회원국                                  | 비회원국                                  | 비회원국                                  | 비회원국                                  | 비회원국                                  | 비회원국                                  | 비회원국                                  | 비회원국                                  | 비회원국                                  |
| 1994년 | 비회원국                                  | 비회원국                                  | 비회원국                                  | 비회원국                                  | 비회원국                                  | 비회원국                                  | 비회원국                                  | 비회원국                                  | 비회원국                                  |
| 1998년 | 비회원국                                  | 비회원국                                  | 비회원국                                  | 비회원국                                  | 비회원국                                  | 비회원국                                  | 비회원국                                  | 비회원국                                  | 비회원국                                  |
| 2002년 | 비회원국                                  | 비회원국                                  | 비회원국                                  | 비회원국                                  | 비회원국                                  | 비회원국                                  | 비회원국                                  | 비회원국                                  | 비회원국                                  |
| 2006년 | 비회원국                                  | 비회원국                                  | 비회원국                                  | 비회원국                                  | 비회원국                                  | 비회원국                                  | 비회원국                                  | 비회원국                                  | 비회원국                                  |
| 2010년 | 비회원국                                  | 비회원국                                  | 비회원국                                  | 비회원국                                  | 비회원국                                  | 비회원국                                  | 비회원국                                  | 비회원국                                  | 비회원국                                  |
| 2014년 | 비회원국                                  | 비회원국                                  | 비회원국                                  | 비회원국                                  | 비회원국                                  | 비회원국                                  | 비회원국                                  | 비회원국                                  | 비회원국                                  |
| 2018년 | 10                                        | 0                                         | 0                                         | 10                                        | 3                                         | 47                                        | 0                                         |                                           |                                           |
| 합계   | 10                                        | 0                                         | 0                                         | 10                                        | 3                                         | 47                                        | 0                                         |                                           |                                           |
| 순위   | 월드컵 예선 승점 순위 : 215위 (유럽 56위) | 월드컵 예선 승점 순위 : 215위 (유럽 56위) | 월드컵 예선 승점 순위 : 215위 (유럽 56위) | 월드컵 예선 승점 순위 : 215위 (유럽 56위) | 월드컵 예선 승점 순위 : 215위 (유럽 56위) | 월드컵 예선 승점 순위 : 215위 (유럽 56위) | 월드컵 예선 승점 순위 : 215위 (유럽 56위) | 월드컵 예선 승점 순위 : 215위 (유럽 56위) | 월드컵 예선 승점 순위 : 215위 (유럽 56위) |

## UEFA 유럽축구선수권대회기록
- 1960년 ~ 2012년 : 비회원국
- 2016년 ~ 2020년 : 예선 탈락

### UEFA 유럽 축구 선수권 대회 (예선)
| 1960년 | 비회원국                   | 비회원국                   | 비회원국                   | 비회원국                   | 비회원국                   | 비회원국                   | 비회원국                   |                            |                            |
| 1964년 | 비회원국                   | 비회원국                   | 비회원국                   | 비회원국                   | 비회원국                   | 비회원국                   | 비회원국                   |                            |                            |
| 1968년 | 비회원국                   | 비회원국                   | 비회원국                   | 비회원국                   | 비회원국                   | 비회원국                   | 비회원국                   |                            |                            |
| 1972년 | 비회원국                   | 비회원국                   | 비회원국                   | 비회원국                   | 비회원국                   | 비회원국                   | 비회원국                   |                            |                            |
| 1976년 | 비회원국                   | 비회원국                   | 비회원국                   | 비회원국                   | 비회원국                   | 비회원국                   | 비회원국                   |                            |                            |
| 1980년 | 비회원국                   | 비회원국                   | 비회원국                   | 비회원국                   | 비회원국                   | 비회원국                   | 비회원국                   |                            |                            |
| 1984년 | 비회원국                   | 비회원국                   | 비회원국                   | 비회원국                   | 비회원국                   | 비회원국                   | 비회원국                   |                            |                            |
| 1988년 | 비회원국                   | 비회원국                   | 비회원국                   | 비회원국                   | 비회원국                   | 비회원국                   | 비회원국                   |                            |                            |
| 1992년 | 비회원국                   | 비회원국                   | 비회원국                   | 비회원국                   | 비회원국                   | 비회원국                   | 비회원국                   |                            |                            |
| 1996년 | 비회원국                   | 비회원국                   | 비회원국                   | 비회원국                   | 비회원국                   | 비회원국                   | 비회원국                   |                            |                            |
| 2000년 | 비회원국                   | 비회원국                   | 비회원국                   | 비회원국                   | 비회원국                   | 비회원국                   | 비회원국                   |                            |                            |
| 2004년 | 비회원국                   | 비회원국                   | 비회원국                   | 비회원국                   | 비회원국                   | 비회원국                   | 비회원국                   |                            |                            |
| 2008년 | 비회원국                   | 비회원국                   | 비회원국                   | 비회원국                   | 비회원국                   | 비회원국                   | 비회원국                   |                            |                            |
| 2012년 | 비회원국                   | 비회원국                   | 비회원국                   | 비회원국                   | 비회원국                   | 비회원국                   | 비회원국                   |                            |                            |
| 2016년 | 10                         | 0                          | 0                          | 10                         | 2                          | 56                         | 0                          |                            |                            |
| 2020년 | 8                          | 0                          | 0                          | 8                          | 3                          | 31                         | 0                          |                            |                            |
| 합계   | 18                         | 0                          | 0                          | 18                         | 5                          | 87                         | 0                          |                            |                            |
| 순위   | 유로 예선 승점 순위 : 54위 | 유로 예선 승점 순위 : 54위 | 유로 예선 승점 순위 : 54위 | 유로 예선 승점 순위 : 54위 | 유로 예선 승점 순위 : 54위 | 유로 예선 승점 순위 : 54위 | 유로 예선 승점 순위 : 54위 | 유로 예선 승점 순위 : 54위 | 유로 예선 승점 순위 : 54위 |

## 주요 선수
- 조지프 치폴리나
- 로이 치폴리나
- 리엄 워커
- 리 캐스시아로
- 잭 서전트
- 장 카를로스 가르시아
- 앤서니 허낸데스
- 제이스 올리베로